# Winn Adami
Pour les articles homonymes, voir Adami.
Winn Adami est un personnage fictif de l'univers de Star Trek. Cette religieuse bajorane intervient de façon récurrente dans la série Star Trek: Deep Space Nine où elle est incarnée par la comédienne Louise Fletcher.

## Biographie
Winn Adami (dont le prénom, conformément à la coutume bajorane, est placé après le nom de famille), en tant que ressortissante de Bajor, subit l'occupation de son monde natal par les Cardassiens. Arrêtée par ces derniers pour avoir proclamé sa foi envers les Prophètes, elle reste emprisonnée durant cinq années au cours desquelles elle est régulièrement malmenée par ses geôliers en raison de ses croyances. À jamais marquée par de telles épreuves, elle n'acceptera jamais au lendemain de cette sombre période que les Résistants bajorans s'attribuent seuls la libération de leur planète alors que des gens comme elle se sont opposés à leurs ennemis avec un courage d'autant plus remarquable qu'ils ne possédaient pas d'armes pour se défendre.
Au plus fort de l'occupation cardassienne, la jeune Winn parvient ainsi à convaincre le chef religieux de son ordre de la laisser utiliser les pierres précieuses d'un tabernacle afin de corrompre une poignée d'officiers, ceux-ci se conduisant dès lors moins cruellement envers le peuple qu'ils ont été chargés d'asservir.
Lorsque Bajor regagne son indépendance en 2369, Winn Adami devient l'un des membres les plus influents de l'Assemblée des Vedeks. Pressentie afin de succéder à Kai Opaka, laquelle a disparu au cœur du Quadrant Gamma, elle doit cependant faire face à son rival Bareil Antos dont elle s'emploie sans plus tarder à contester les prises de position. Winn estime ainsi que la présence de ressortissants de la Fédération des planètes unies (des êtres qu'elle accuse de vivre « sans âme ») en territoire bajoran constitue une insulte envers les Prophètes et elle refuse d'accepter l'idée que Benjamin Sisko (un « incroyant ») puisse être l'Émissaire de ces derniers.
Afin de marquer plus encore son opposition, elle se rend sur la station orbitale Deep Space Nine sept mois après que Starfleet en ait pris le contrôle et s'attaque à l'enseignement dispensé sur place par Keiko O'Brien sous prétexte qu'il serait « blasphématoire ». La situation s'envenime au point de nécessiter la venue du Vedek Bareil pour calmer le jeu; mais à peine pose-t-il le pied sur la station qu'une Bajorane du nom de Neela tente de l'assassiner sans qu'il soit possible de prouver qu'elle a agi sur ordre de Winn.
Celle-ci s'allie ensuite au ministre Jaro Essa, leader de l'Alliance pour l'Union Planétaire, mieux connue sous le surnom du Cercle, afin de renverser le gouvernement provisoire et de chasser la Fédération de l'espace bajoran. La religieuse accepte de « bénir » l'accession au pouvoir de Jaro à condition qu'il fasse d'elle la nouvelle Kai de Bajor, mais elle s'empresse de se détourner du politicien lorsque la preuve est faite que le Cercle est indirectement soutenu par Cardassia. 
En 2370, peu avant l'élection du successeur de Kai Opaka, Winn Adami tente une nouvelle fois de déstabiliser Bareil Antos en l'accusant d'être responsable du massacre de la vallée de Kendra sous l'occupation cardassienne. Le major Kira Nerys, convaincue de l'innocence de Bareil, mène toutefois sa propre enquête et découvre que le Vedek n'a fait que couvrir Opaka. Toutefois, la manœuvre réussit, et Bareil retire sa candidature, permettant a Winn de devenir la nouvelle Kai.
L'année suivante, elle manque de se faire tuer dans un attentat alors qu'elle négociait un traité de paix avec l'Union Cardassienne. Si elle survit pour faire négocier le traité, Bareil Antos décède de ses blessures. La signature du traité la rend extrêmement populaire auprès de sa population, passant pour une personnalité assez forte que pour négocier un paix juste avec l'ennemi cardassien. Peu après, le Premier Ministre Kalem Apren du gouvernement provisoire bajoran décède de maladie, et Kai Winn assume l'intérim, comptant profiter de sa grande popularité pour se présenter aux élections.
Elle semble alors en bonne place pour cumuler les pouvoirs politique et religieux, mais c’était sans compter sur le retour de flamme de sa propre ambition. En effet, des fermiers utilisent des décontaminateurs que Kai Winn compte récupérer pour fertiliser des terres stratégiques, bon moyen d'obtenir un argument de campagne électorale. Devant la réticence des fermiers, Kai Winn semble ouverte à la discussion, mais revient bien vite sur sa parole et envoie l'armée récupérer de force les appareils pour asseoir son pouvoir. 
Malheureusement pour elle, les fermiers ne sont autres que d'anciens combattants de la Résistance bajorane dont leur chef, Shakaar Edon, est particulièrement populaire auprès de la population. Face à leur guérilla, elle déploie en vain d'importants contingents pour les arrêter, ce qui transforme les fermiers en symbole de résistance face à l'oppression de Kai Winn, qui perd une part considérable de son crédit. Quand la révolte menace de s'étendre, un compromis est trouvé : Shakaar Edon stoppe sa guérilla et se présente aux élections contre Winn Adami, qu'il bat à plate couture.
Durant la Guerre du Dominion, elle est approchée par Gul Dukat, qui se présente comme émissaire des Pah-wraiths, les démons de la mythologie bajorane. Déçue par les Prophètes et leur émissaire Benjamin Sisko, elle se ralliera au Cardassien pour libérer les Pah-wraiths, mais elle se rendra compte de son erreur; cependant elle sera tuée par Gul Dukat en tentant de réparer ses fautes.